# حديث مقطوع
حديث المقطوع هو حديث يرويه التابعون موقوفا عليهم؛ قولاً كان أو فعلاً سواء كان التابعي كبيراً (مثل سعيد بن المسيب) أو صغيراً (مثل يحيى بن سعيد)، وحكم الحديث المقطوع أنه لا يكون حجة إذا خلا من قرينة الرفع.

## أمثلة
1. مثال المقطوع القولي : قول الحسن البصري في الصلاة خلف المبتدع: «صل وعليه بدعته».
2. مثال المقطوع الفعلي : قول إبراهيم بن محمد بن المنتشر: «كان مشروق يرخى الستر بينه وبين أهله، ويقبل على صلاته، ويخليهم ودنياهم».

والحديث المقطوع يختلف عن الحديث المنقطع. وقد يعبر بالمقطوع عن الحديث المنقطع الغير الموصول كما عند الشافعي، وابي القاسم الطبراني، وغيرهما.

## أشهر المصنفات في الحديث المقطوع
- مصنف إبن أبي شيبة.
- تفاسير إبن جرير.
- تفاسير إبن أبي حاتم.
- تفاسير إبن المنذر.